# Clot del Llor (Solsonès)
|  | Aquest article tracta sobre el curs fluvial de Llobera, al Solsonès. Vegeu-ne altres significats a «Clot del Llor (Segarra)». |

El Clot del Llor és un torrent del Solsonès afluent per l'esquerra de la Riera de Sanaüja. Neix al peu del vessant nord del Turó del Boix. De direcció predominant cap a ponent, passa pel sud de la masia del Llor i desguassa al seu col·lector aigües amunt de la masia de Cal Travesset. Tot el seu curs transcorre pel terme municipal de Llobera.

## Xarxa hidrogràfica
La seva xarxa hidrogràfica consta de tres cursos fluvials que sumen una longitud total de 3.118 m que també transcorren íntegrament pel terme de Llobera.